# Mike Rodgers
Michael Rodgers –conocido como Mike Rodgers– (San Luis, 24 de abril de 1985) es un deportista estadounidense que compite en atletismo, especialista en las carreras de velocidad.
Ganó tres medallas en el Campeonato Mundial de Atletismo entre los años 2013 y 2019, y una medalla de plata en el Campeonato Mundial de Atletismo en Pista Cubierta de 2010.

## Palmarés internacional
| Campeonato Mundial                   | Campeonato Mundial    | Campeonato Mundial | Campeonato Mundial |
| Año                                  | Lugar                 | Medalla            | Prueba             |
| ------------------------------------ | --------------------- | ------------------ | ------------------ |
| 2013                                 | Moscú (Rusia)         | Medalla de plata   | 4 × 100 m          |
| 2017                                 | Londres (Reino Unido) | Medalla de plata   | 4 × 100 m          |
| 2019                                 | Doha (Catar)          | Medalla de oro     | 4 × 100 m          |
| Campeonato Mundial en Pista Cubierta |                       |                    |                    |
| Año                                  | Lugar                 | Medalla            | Prueba             |
| 2010                                 | Doha (Catar)          | Medalla de plata   | 60 m               |